# Buena Vista 2da. Sección
Buena Vista 2da. Sección är en ort i Mexiko.   Den ligger i kommunen Centro och delstaten Tabasco, i den sydöstra delen av landet, 700 km öster om huvudstaden Mexico City. Buena Vista 2da. Sección ligger 9 meter över havet och antalet invånare är 366.
Terrängen runt Buena Vista 2da. Sección är mycket platt. En vik av havet är nära Buena Vista 2da. Sección söderut. Runt Buena Vista 2da. Sección är det tätbefolkat, med 442 invånare per kvadratkilometer. Närmaste större samhälle är Buena Vista 1ra. Sección, 1,00 km öster om Buena Vista 2da. Sección. Trakten runt Buena Vista 2da. Sección består till största delen av jordbruksmark.